# Velika nagrada Monaka 2009
Velika nagrada Monaka 2009 je bila šesta dirka Svetovnega prvenstva Formule 1 v sezoni 2009. Odvijala se je 24. maja 2009 na dirkališču Circuit de Monaco, Monako. Zmagal je Jenson Button, Brawn-Mercedes, za katerega je to peta zmaga sezone, drugi je bil drugi Brawnov dirkač Rubens Barrichello, tretji pa Kimi Räikkönen, ki je s tem dosegel prve stopničke sezone za Ferrari.

## Rezultati
‡ - dirkalniki opremljeni s sistemom KERS, * - kaznovan

### Kvalifikacije
| Poz | Št | Dirkač               | Konstruktor          | 1. del   | 2. del   | 3. del   | Št. m. |
| --- | -- | -------------------- | -------------------- | -------- | -------- | -------- | ------ |
| 1   | 22 | Jenson Button        | Brawn-Mercedes       | 1:15,210 | 1:15,016 | 1:14,902 | 1      |
| 2   | 4‡ | Kimi Räikkönen       | Ferrari              | 1:15,746 | 1:14,514 | 1:14,927 | 2      |
| 3   | 23 | Rubens Barrichello   | Brawn-Mercedes       | 1:15,425 | 1:14,829 | 1:15,077 | 3      |
| 4   | 15 | Sebastian Vettel     | Red Bull-Renault     | 1:15,915 | 1:14,879 | 1:15,271 | 4      |
| 5   | 3‡ | Felipe Massa         | Ferrari              | 1:15,340 | 1:15,001 | 1:15,437 | 5      |
| 6   | 16 | Nico Rosberg         | Williams-Toyota      | 1:15,094 | 1:14,846 | 1:15,455 | 6      |
| 7   | 2‡ | Heikki Kovalainen    | McLaren-Mercedes     | 1:15,495 | 1:14,809 | 1:15,516 | 7      |
| 8   | 14 | Mark Webber          | Red Bull-Renault     | 1:15,260 | 1:14,825 | 1:15,653 | 8      |
| 9   | 7  | Fernando Alonso      | Renault              | 1:15,898 | 1:15,200 | 1:16,009 | 9      |
| 10  | 17 | Kazuki Nakadžima     | Williams-Toyota      | 1:15,930 | 1:15,579 | 1:17,344 | 10     |
| 11  | 12 | Sébastien Buemi      | Toro Rosso-Ferrari   | 1:15,834 | 1:15,833 |          | 11     |
| 12  | 8  | Nelson Piquet Jr     | Renault              | 1:16,013 | 1:15,837 |          | 12     |
| 13  | 21 | Giancarlo Fisichella | Force India-Mercedes | 1:16,063 | 1:16,146 |          | 13     |
| 14  | 11 | Sébastien Bourdais   | Toro Rosso-Ferrari   | 1:16,120 | 1:16,281 |          | 14     |
| 15  | 20 | Adrian Sutil         | Force India-Mercedes | 1:16,248 | 1:16,545 |          | 15     |
| 16  | 1‡ | Lewis Hamilton       | McLaren-Mercedes     | 1:16,264 |          |          | 20*    |
| 17  | 6  | Nick Heidfeld        | BMW Sauber           | 1:16,264 |          |          | 16     |
| 18  | 5  | Robert Kubica        | BMW Sauber           | 1:16,405 |          |          | 17     |
| 19  | 9  | Jarno Trulli         | Toyota               | 1:16,584 |          |          | 18     |
| 20  | 10 | Timo Glock           | Toyota               | 1:16,788 |          |          | 19     |

### Dirka
| Poz | Št | Dirkač               | Konstruktor          | Krogi | Čas/Odstop  | Št. m. | Toč |
| --- | -- | -------------------- | -------------------- | ----- | ----------- | ------ | --- |
| 1   | 22 | Jenson Button        | Brawn-Mercedes       | 78    | 1:40:44,282 | 1      | 10  |
| 2   | 23 | Rubens Barrichello   | Brawn-Mercedes       | 78    | + 7,666 s   | 3      | 8   |
| 3   | 4‡ | Kimi Räikkönen       | Ferrari              | 78    | + 13,442 s  | 2      | 6   |
| 4   | 3‡ | Felipe Massa         | Ferrari              | 78    | + 15,110 s  | 5      | 5   |
| 5   | 14 | Mark Webber          | Red Bull-Renault     | 78    | + 15,730 s  | 8      | 4   |
| 6   | 16 | Nico Rosberg         | Williams-Toyota      | 78    | + 33,586 s  | 6      | 3   |
| 7   | 7  | Fernando Alonso      | Renault              | 78    | + 37,839 s  | 9      | 2   |
| 8   | 11 | Sébastien Bourdais   | Toro Rosso-Ferrari   | 78    | + 1:03,142  | 14     | 1   |
| 9   | 21 | Giancarlo Fisichella | Force India-Mercedes | 78    | + 1:05,040  | 13     |     |
| 10  | 10 | Timo Glock           | Toyota               | 77    | +1 krog     | 19     |     |
| 11  | 6  | Nick Heidfeld        | BMW Sauber           | 77    | +1 krog     | 16     |     |
| 12  | 1‡ | Lewis Hamilton       | McLaren-Mercedes     | 77    | +1 krog     | 20     |     |
| 13  | 9  | Jarno Trulli         | Toyota               | 77    | +1 krog     | 18     |     |
| 14  | 20 | Adrian Sutil         | Force India-Mercedes | 77    | +1 krog     | 15     |     |
| 15  | 17 | Kazuki Nakadžima     | Williams-Toyota      | 76    | +2 kroga    | 10     |     |
| Ods | 2‡ | Heikki Kovalainen    | McLaren-Mercedes     | 51    | Trčenje     | 7      |     |
| Ods | 5  | Robert Kubica        | BMW Sauber           | 28    | Zavore      | 17     |     |
| Ods | 15 | Sebastian Vettel     | Red Bull-Renault     | 15    | Trčenje     | 4      |     |
| Ods | 8  | Nelson Piquet Jr     | Renault              | 10    | Trčenje     | 12     |     |
| Ods | 12 | Sébastien Buemi      | Toro Rosso-Ferrari   | 10    | Trčenje     | 11     |     |